# Corrida Internacional de São Silvestre de 2023
A Corrida Internacional de São Silvestre de 2023 foi a 98ª edição da prova de rua, no dia 31 de dezembro de 2023, no centro da cidade de São Paulo, a prova teve a organização da Fundação Casper Líbero.
A largada do evento foi na Avenida Paulista e a chegada também na Avenida Paulista em frente ao Edifício Cásper Líbero.
No masculino foi vencida por Timothy Kiplagat e no feminino por Catherine Reline.

## Resultados

### Masculino
| Pos. | Atleta               | País     | Tempo           | Ref.  |
| ---- | -------------------- | -------- | --------------- | ----- |
| 1º   | Timothy Kiplagat     | Quênia   | 44 min e 52 seg | [ 1 ] |
| 2º   | Emmanuel Bor         | Quênia   | 45 min e 28 seg | [ 1 ] |
| 3º   | Reuben Longoshiwa    | Quênia   | 45 min e 44 seg | [ 1 ] |
| 4º   | Josephat Joshua      | Tanzânia | 45 min e 50 seg | [ 1 ] |
| 5º   | Hector Flores        | Bolívia  | 46 min e 07 seg | [ 1 ] |
| 6º   | Johnatas de Oliveira | Brasil   | 46 min e 33 seg | [ 1 ] |

### Feminino
| Pos. | Atleta           | País    | Tempo           | Ref.  |
| ---- | ---------------- | ------- | --------------- | ----- |
| 1º   | Catherine Reline | Quênia  | 49 min e 54 seg | [ 1 ] |
| 2º   | Sheila Chelangat | Quênia  | 51 min e 35 seg | [ 1 ] |
| 3º   | Wude Ayalew      | Etiópia | 51 min e 46 seg | [ 1 ] |
| 4º   | Jhoselyn Yessica | Bolívia | 53 min e 37 seg | [ 1 ] |
| 5º   | Viola Kosguei    | Quênia  | 53 min e 52 seg | [ 1 ] |
| 6º   | Felismina Cavela | Brasil  | 55 min e 05 seg | [ 1 ] |